# Janek Tombak
Janek Tombak (Põltsamaa, 22 luglio 1976) è un ex ciclista su strada estone, professionista dal 1999 al 2012 e due volte campione nazionale in linea.

## Palmarès
- 1994 (Juniores, una vittoria)

Classifica generale Tour de Lorraine
- 1996 (Dilettanti, una vittoria)

Classifica generale Circuit des Plages Vendéennes
- 1998 (Vendée U, due vittorie)

Annemasse-Bellegarde
Classifica generale Circuit des Plages Vendéennes
- 2000 (Cofidis, tre vittoria)

6ª tappa Tour de l'Avenir (Saint-Amand-Montrond > Autun)
3ª tappa Hessen-Rundfahrt
4ª tappa Hessen-Rundfahrt
- 2001 (Cofidis, due vittorie)

2ª tappa Guldensporentweedaagse (Ichtegem)
Campionati estoni, Prova in linea
- 2002 (Cofidis, cinque vittorie)

1ª tappa Grand Prix Mosqueteiros-Rota do Marquês (Oeiras > Marinha Grande)
2ª tappa Grand Prix Mosqueteiros-Rota do Marquês (Marinha Grande > Pombal)
2ª tappa Quatre Jours de Dunkerque (Hellemmes > Steenvoorde)
2ª tappa Grand Prix do Minho (Fafe)
3ª tappa Giro di Polonia (Kołobrzeg > Stettino)
- 2003 (Cofidis, due vittorie)

1ª tappa Route du Sud (Blaye-les-Mines > Cap'Découverte)
Campionati estoni, Prova in linea
- 2004 (Cofidis, una vittoria)

3ª tappa Giro di Danimarca (Aarhus > Vejle)
- 2005 (Cofidis, due vittorie)

Classifica generale Tour de Picardie
Tallinn Grand Prix
- 2006 (Kalev Chocolate Team, due vittorie)

Elva Rattaralli
Tallinn Grand Prix
- 2007 (Jartazi-Promo Fashion, quattro vittorie)

4ª tappa Tour de Picardie (Belleu > Laon)
2ª tappa Saaremaa Velotour (Otepää > Viljandi)
3ª tappa Boucles de la Mayenne (Loiron > Laval)
Halle-Ingooigem
- 2008 (Mitsubishi-Jartazi, una vittoria)

Cholet-Pays de Loire
- 2009 (Cycling Club Bourgas, due vittorie)

Tartu Rattaralli
Classifica generale Boucles de la Mayenne
- 2011 (Dilettanti, una vittoria)

Tallinna Rattaralli

### Altri successi
- 2001 (Cofidis)

Criterium di Pärnu
- 2008 (Mitsubishi-Jartazi)

Criterium di Pärnu
Criterium Viljandi Tänavasõit

## Piazzamenti

### Grandi Giri
- Tour de France

2004: ritirato (17ª tappa)
2005: 153º
- Vuelta a España

2001: ritirato

### Competizioni mondiali
- Campionati del mondo

Plouay 2000 - In linea Elite: 57º
Zolder 2002 - In linea Elite: 180º
Hamilton 2003 - In linea Elite: 10º
Varese 2008 - In linea Elite: 36º
Mendrisio 2009 - In linea Elite: ritirato